# Школа за таленте
Школа за таленте (енгл. A.N.T. Farm) америчка је телевизијска серија која се емитовала од 6. маја 2011. до 21. марта 2014. године на Дизни каналу. Први пут се појавила 6. маја 2011 године, као специјалан преглед прве епизоде, када је 17. јуна 2011. почела са регуларним емитовањем. Након емитовања прегледа серије, прва епизода „Транспарентност” касније се поново емитовала након финалне епизоде серије Угодни живот на палуби. Креатор серије је Ден Сајнер, који је раније радио као писаци извршни продуцент серије Угодни живот на палуби и креатор серије Господин Јанг. Средином новембра 2010. године, Дизни канал дао је зелено светло серији, са продукцијом која је кренула почетком 2011. Прва реклама појавила се током премијере филма Кисела фаца.
Снимљена у Сан Франциску, главне улоге тумаче Чајна Ен Маклејн, Сијера Макормик и Џејк Шорт као средњошколци у смеру за надарене у њиховој локалној средњој школи.
Школа за таленте је емитована у Србији, Црној Гори, Северној Македонији и у деловима Босне и Херцеговине на српској верзији Дизни канала од 2012. до 2014. године. Титл је радио студио Ес-Ди-Ај мидија. Све сезоне су титловане и емитоване.

## Радња
Серија говори о Чајни, девојчици са једанаест година, која је уписана у школу талената јер је талентована за музику. У тој школи упознаје Олив, девојчицу са фотографским памћењем и Флечера, сликарског генија. Такође упознаје и старије ђаке жељне славе, од којих је најпознатија Лекси и њена најбоља другарица Пејзли. Олив, Флечер, Чајна и Флечеров пријатељ Ангус убрзо постају најбољи пријатељи, док су им Лекси, Пејзли и Чајнин брат Камерон сметња у Напредном програму.

## Епизоде
| Сезона | Сезона | Епизоде | Премијерно приказивање (САД) | Премијерно приказивање (САД) | Премијерно приказивање (Србија) | Премијерно приказивање (Србија) |
| Сезона | Сезона | Епизоде | Прва епизода                 | Последња епизода             | Прва епизода                    | Последња епизода                |
| ------ | ------ | ------- | ---------------------------- | ---------------------------- | ------------------------------- | ------------------------------- |
|        | 1      | 25      | 6. мај 2011.                 | 13. април 2012.              | TBA                             | TBA                             |
|        | 2      | 20      | 1. јун 2012.                 | 26. април 2013.              | TBA                             | TBA                             |
|        | 3      | 26      | 31. мај 2013.                | 21. март 2014.               | TBA                             | TBA                             |

## Ликови
- Чајна Паркс (Чајна Ен Маклејн) је музички геније. Свира 37 инструмената. Једини инструмент који не зна да свира је триангл. Она сваку лошу ситуацију спаси песмом. Веома је добар текстописац. Лекси Рид не воли Чајну јер је Чајна популарнија од ње. Њени најбољи пријатељи су Флечер и Олив с којима се сваки дан дружи. Чајна увек једина смисли како да се избаве из неке невоље. Нажалост Чајна игнорише љубав свог друга Флечера. Иначе увек добије неку сјајну идеју када свира и пева. Заљубљеник је у себе, али је ипак сви воле.
- Оливија Дафни Дојл (Сијера Макормик) познатија као Олив Дојл је Чајнина најбоља другарица. Она има фотографско памћење и памти све што види и чује. Обожава историју. Зна кинески и јапански језик. Има љубимца робота Олив се често хвали својом лепотом. Она воли књиге и може да прочита 50 књига одједном и запамти све што има у њима. Олив има веома лепу плаву косу, али се сви жале на њу зато што је велики филозоф. Обожава Чајну али као и она и Олив игнорише љубав свог друга Ангуса. Веома је лепо васпитана и држи се граматике али уме да буде веома агресивна.
- Флечер Квимби (Џејк Шорт) је уметнички геније. Уме да нацрта све што му покажете али најбоље црта Чајну. Он је у њу лудо заљубљен, мада га Чајна игнорише. Флечер се и не слаже са Олив али понекад моги бити стварно добри другови. Он и није нешто паметан. Сваког дана моли Бога да Чајна прихвати његову љубав. Веома се модерно облачи. Он је најслађи дечак у напредном програму.
- Алексис „Лекси” Рид (Стефани Скот) је старији ђак и Чајнин највећи непријатељ. Она је опседнута лепотом и најлепша је девојка у школи. Лекси је себична и незахвална. Ретко када каже хвала. Она мрзи Чајну јер од када је Чајна дошла она и није тако популарна. Зато је она мрзи. Она има леп глас и лепо пева. Увек воли да буде у центру пажње. Себе сматра најлепшом и најнеодољивијом девојком у школи. Жели да постане принцеза када порасте.
- Камерон Паркс (Карлон Џефри) је Чајнин старији брат. Много сарађује са Лекси и у њу је заљубљен. Једина девојка која је била са њим у вези јесте Ванеса. Њих двоје су били у вези док Ванеса није схватила да Камерон жели да се дружи са момцима више него са њом. Љубоморан је на Чајну зато што она стално добија неке награде у школи, а он никад није добио ни једну.
- Ангус Честнат (Един Минкс) је Флечеров најбољи друг. Он је компјутерски геније. Заљубљен је у Олив која то игнорише. Кад год му пријатељи нешто затраже он жели нешто за узврат. Дебео је али њему то не смета. Прилично је лењ.